# ایهاروشبرنی
ایهاروشبرنی (به مجاری: Iharosberény) یک شهرداری در مجارستان است که در ناحیه چورگو واقع شده‌است. ایهاروشبرنی ۴۹٫۶۵ کیلومتر مربع مساحت و ۱٬۳۶۱ نفر جمعیت دارد.